# Verónica Forqué
Verónica Forqué Vázquez-Vigo (Madrid, 1955. december 1. – Madrid, 2021. december 13.) négyszeres Goya-díjas spanyol színésznő.

## Családja
Apja José María Forqué (1923–1995) forgatókönyvíró, filmrendező; anyja Carmen Vázquez-Vigo (1923–2018) spanyol-argentin színésznő, író volt. Nagyapja José Vázquez Vigo (1898–1955) zenész és zeneszerző volt. Bátyja Álvaro Forqué (1953–2014) színész, forgatókönyvíró, tv- és mozifilmrendező volt.

## Halála
2021. december 13-án holtan találták madridi lakásában. Feltehetően öngyilkosságot követett el.

## Filmjei
Mozifilmek
- Mi querida señorita (1972)
- Una pareja... distinta (1974)
- País S.A. (1975)
- Madrid, Costa Fleming (1976)
- El segundo poder (1976)
- La guerra de papá (1977)
- Die Standarte (1977)
- Pisztrángok (Las truchas) (1978)
- Bekötött szemmel (Los ojos vendados) (1978)
- Tiempos de constitución (1978)
- El canto de la cigarra (1980)
- Todos me llaman Gato (1980)
- Mit vétettem, hogy ezt érdemlem? (¿Qué he hecho YO para merecer esto!!) (1984)
- Ártatlan kicsapongások (Sé infiel y no mires con quién) (1985)
- Matador (1986)
- El orden cómico (1986)
- Az utolsó románc (Romanza final) (1986, hang)
- A fények éve (El año de las luces) (1986)
- Caín (1987)
- Madrid (1987)
- Vidám élet (La vida alegre) (1987)
- Moros y cristianos (1987)
- Csokiért a mórhoz (Bajarse al moro) (1989)
- El baile del pato (1989)
- Don Juan, mi querido fantasma (1990)
- Salsa rosa (1992)
- Orquesta Club Virginia (1992)
- ¿Por qué lo llaman amor cuando quieren decir sexo? (1993)
- Kika (1993)
- Alegre ma non troppo (1994)
- Amor propio (1994)
- ¿De qué se ríen las mujeres? (1997)
- A boldogság ideje (El tiempo de la felicidad) (1997)
- Pepe Guindo (1999)
- Sin vergüenza (2001)
- Tiempos de azúcar (2001)
- I Love You Baby (2001)
- Clara y Elena (2001)
- Mianyánk kivan (Reinas) (2005)
- A balga dáma (La dama boba) (2006)
- Enloquecidas (2008)
- Ali (2012)
- Tenemos que hablar (2016)
- Toc Toc (2017)
- Hacerse mayor y otros problemas (2018)
- Remember Me (2019)
- Leszbikus a nagymamám! (Salir del ropero) (2019)
- 1000 kilométerre karácsonytól (A mil kilómetros de la Navidad) (2021)
- Espejo, Espejo (2022)

Tv-filmek
- Sublime decisión (1987)
- Bajarse al moro (1987)

Tv-minisorozatok
- Nunca es tarde (1984)
- Goya (1985)
- Días de Navidad (2019)

Tv-sorozatok
- Juan y Manuela (1974, egy epizódban)
- Silencio, estrenamos (1974, öt epizódban)
- Novela (1977–1978, hat epizódban)
- Curro Jimenez (1978, egy epizódban)
- Estudio 1 (1979–1982, négy epizódban)
- El español y los siete pecados capitales (1980, két epizódban)
- Ramón y Cajal (1982, kilenc epizódban)
- Un encargo original (1983, egy epizódban)
- El jardín de Venus (1983, öt epizódban)
- Platos rotos (1985–1986, 13 epizódban)
- Eva y Adán, agencia matrimonial (1990–1991, 20 epizódban)
- Las chicas de hoy en día (1991, egy epizódban)
- La mujer de tu vida 2 (1994, egy epizódban)
- Cartelera (1994, egy epizódban)
- Pepa y Pepe (1995, 34 epizódban)
- Estudio 1 (2000, egy epizódban)
- La vida de Rita (2003, öt epizódban)
- Hospital Central (2011, egy epizódban)
- Dues dones divines (2011, 12 epizódban)
- La que se avecina (2014–2015, hét epizódban)
- El hombre de tu vida (2016, egy epizódban)
- El fin de la comedia (2017, egy epizódban)
- Capítulo 0 (2018–2019, két epizódban)
- Amar en tiempos revueltos (2020, négy epizódban)
- Señoras del (h)AMPA (2020, egy epizódban)
- Pobre diablo (2022)

Rövidfilmek
- Una historia (1978)
- Magia rosa (1980)
- Tras el mostrador (1980)
- Nostalgia de comedia muda (1981)
- Ojo, frágil (1981)
- Las vacaciones de Toby (1987)
- Hazte extranjero (2013, tv-rövidfilm)
- Hostal Edén (2015)
- Que el fin del mundo te pille bailando (2018)
- Sobre ruedas (2018)
- Yo confieso (2018)
- Savasana (2019)
- Hilo (2021)
- Es Navidad (2021)

## Díjai, elismerései
Goya-díj
- - legjobb női mellékszereplő (1987, 1988)
  - legjobb női főszereplő (1988, 1994)

Sant Jordi-díj (1987, 2004)